# Cavaliers agricoles
Les cavaliers agricoles sont les groupes d'éleveurs utilisant couramment (voire exclusivement) le cheval comme moyen de locomotion pour surveiller les troupeaux, les emmener dans les zones de pâturages.
- Buttero : cavalier des marais de la Maremme et des Marais Pontins (Italie, en Toscane et au Latium). Ils utilisent les Maremmano pour surveiller les Maremmana (race bovine).
- Cow-boy : cavalier du Far West (aux États-Unis), symbole de la Conquête de l'Ouest et de la culture américaine.
- Csikós : cavalier hongrois de la Puszta, la steppe de la Hongrie. Ils élèvent le Nonius.
- Gardian : cavalier des marais de la Camargue (dans le Midi de la France, en Provence). Ils utilisent les chevaux camarguais pour garder les troupeaux de taureaux de Camargue.
- Gaucho : cavalier de la Pampa sud-américaine (en Argentine, mais également au Paraguay et en Uruguay).
- Huaso : cavalier des plaines du Chili.
- Stockman : Australie.